# ゆあさふみえ
ゆあさ ふみえ(1944年 - 2004年)は、日本の翻訳家・絵本研究家。
本名、湯浅フミエ。香川県高松市生まれ。早稲田大学第一文学部英文専修卒業。
数多くの絵本の翻訳者として知られ、子供の不登校の問題などにも取り組んだ。

## 著作リスト

### 翻訳絵本
- 『けちんぼジャックとあくま』（エドナ・バース、ほるぷ出版） 1979
- 『ねこはどこ?』（エレイン・リバモア、ほるぷ出版） 1980
- 『ずっこけ魔女がんばる』（メアリー・ウェルフェア、佑学社） 1982
- 『エイプリルと子ねこ』（クレア・ターレイ・ニューベリー、ジー・シー） 1986
- 『サンタさんへのてがみ』（オラム・ロス、ほるぷ出版） 1995
- 『おばあちゃん、わたしをだいて』（マーガレット・ショウバー、偕成社） 2000

#### トミー・デ・パオラ
- 『まほうつかいのノナばあさん』（トミー・デ・パオラ、ほるぷ出版） 1978
- 『神の道化師』（トミー・デ・パオラ、ほるぷ出版） 1980
- 『ヘルガの持参金』（トミー・デ・パオラ、ほるぷ出版） 1981
- 『鳥少年マイケル』（トミー・デ・パオラ、ほるぷ出版） 1983
- 『ドロミテの王子』（トミー・デ・パオラ、ほるぷ出版） 1985
- 『ティーニイタイニイちいちゃいおばちゃん』（トミー・デ・パオラ、偕成社） 1988
- 『まほうのレッスン』（トミー・デ・パオラ、偕成社） 1992
- 『アンソニーとまほうのゆびわ』（トミー・デ・パオラ、偕成社） 1993

#### エリック・カール
- 『ことりをすきになった山』（エリック・カール、偕成社） 1987
- 『ちいさいタネ』（エリック・カール、 偕成社） 1992
- 『エリック・カールの動物さんぽ』（エリック・カール、偕成社） 1999

### 翻訳書
- 『さよならサンボ :『ちびくろサンボの物語』とヘレン・バナマン』（エリザベス・ヘイ、平凡社） 1993
- 『ぼくが絵本作家になったわけ : ビル・ピート自伝』（ビル・ピート、あすなろ書房） 1993
- 『レーニンよりママが好き! : '60年代モスクワ:ユダヤ人少女ニーナの子ども時代』（ニーナ・コスマン、あすなろ書房） 1994
- 『戦争ゲーム』（マイケル・フォアマン、あすなろ書房） 1995
- 『聖なる夜に』（キャサリン・パターソン、あすなろ書房） 1999